# Тошев, Турахон
Турахон Тошев — советский хозяйственный, государственный и политический деятель, Герой Социалистического Труда.

## Биография
Родился в 1933 году в селе Парчасойи. Член КПСС с 1968 года.
С 1950 года — на хозяйственной, общественной и политической работе. В 1950—1985 гг. — чабан, старший чабан совхоза «Дангара» Дангаринского района Кулябской области Таджикской ССР. За три пятилетки взрастил 5788 ягнят (от 100 овец получал по 208—212 ягнят).
Указом Президиума Верховного Совета СССР от 26 февраля 1981 года присвоено звание Героя Социалистического Труда с вручением ордена Ленина и золотой медали «Серп и Молот».
Избирался депутатом Верховного Совета Таджикской ССР 8-го, 9-го и 10-го созывов. Делегат XXV съезда КПСС.